# Tetraka d'ulleres
El tetraka d'ulleres (Xanthomixis zosterops) és una espècie d'ocell de la família dels bernièrids (Bernièrids).

## Hàbitat i distribució
Habita els boscos de les terres baixes de l'est i nord-oest de Madagascar.